# Analong chuanjieensis
Analong chuanjieensis (""dragón de Ana de Chuanjie"") es la única especie conocida del género extinto Analong (nombre que significa "dragón de Ana") de dinosaurio saurópodo mamenquisáurido, que vivió a mediados del período Jurásico, hace 168 millones de años, durante el Batoniense, en lo que es hoy Asia. Sus restos se han encontrado en la Formación Chuanjie situada en la provincia de Yunnan, China. La especie tipo y única conocida es Analong chuanjieensis.
El espécimen holotipo, LFGT LCD 9701–1, hallado en 1995, fue asignado en 2011 a un género contemporáneo, Chuanjiesaurus. Sin embargo, en un análisis publicado en 2020, Ren et al. señalaron que había varias diferencias entre este y el holotipo de Chuanjiesaurus, por lo que lo clasificaron como un nuevo taxón, Analong chuanjieensis. El nombre binomial significa "dragón de Ana de Chuanjie", siendo Ana el pueblo en la provincia de Yunnan en que se hallaron sus restos fósiles. En el análisis filogenético realizado por sus descriptores, se encontró que Analong sería el mamenquisáurido que primero divergió evolutivamente dentro del grupo. El árbol filogenético resultante de Mamenchisauridae es mostrado a continuación:
|  | Yuanmousaurus jiangyiensis                                                        |
|  |                                                                                   |
|  | \| \| Mamenchisaurus youngi \| \| \| \| \| \| Chuanjiesaurus anaensis \| \| \| \| |
|  |                                                                                   |
|  | Mamenchisaurus youngi                                                             |
|  |                                                                                   |
|  | Chuanjiesaurus anaensis                                                           |
|  |                                                                                   |

|  | Mamenchisaurus youngi   |
|  |                         |
|  | Chuanjiesaurus anaensis |
|  |                         |

|  | Yuanmousaurus jiangyiensis                                                        |
|  |                                                                                   |
|  | \| \| Mamenchisaurus youngi \| \| \| \| \| \| Chuanjiesaurus anaensis \| \| \| \| |
|  |                                                                                   |
|  | Mamenchisaurus youngi                                                             |
|  |                                                                                   |
|  | Chuanjiesaurus anaensis                                                           |
|  |                                                                                   |

|  | Mamenchisaurus youngi   |
|  |                         |
|  | Chuanjiesaurus anaensis |
|  |                         |

|  | Yuanmousaurus jiangyiensis                                                        |
|  |                                                                                   |
|  | \| \| Mamenchisaurus youngi \| \| \| \| \| \| Chuanjiesaurus anaensis \| \| \| \| |
|  |                                                                                   |
|  | Mamenchisaurus youngi                                                             |
|  |                                                                                   |
|  | Chuanjiesaurus anaensis                                                           |
|  |                                                                                   |

|  | Mamenchisaurus youngi   |
|  |                         |
|  | Chuanjiesaurus anaensis |
|  |                         |

|  | Yuanmousaurus jiangyiensis                                                        |
|  |                                                                                   |
|  | \| \| Mamenchisaurus youngi \| \| \| \| \| \| Chuanjiesaurus anaensis \| \| \| \| |
|  |                                                                                   |
|  | Mamenchisaurus youngi                                                             |
|  |                                                                                   |
|  | Chuanjiesaurus anaensis                                                           |
|  |                                                                                   |

|  | Mamenchisaurus youngi   |
|  |                         |
|  | Chuanjiesaurus anaensis |
|  |                         |